# Kneža
Kneža este o localitate din comuna Tolmin, Slovenia, cu o populație de 213 locuitori.